# Trichopteryx hemana
Trichopteryx hemana är en fjärilsart som beskrevs av Butler 1879. Trichopteryx hemana ingår i släktet Trichopteryx och familjen mätare. Inga underarter finns listade i Catalogue of Life.